# Leptomastix herreni
Leptomastix herreni är en stekelart som beskrevs av Anga och John S. Noyes 1999. Leptomastix herreni ingår i släktet Leptomastix och familjen sköldlussteklar. Inga underarter finns listade i Catalogue of Life.